# San José, Tlacolulan
San José är en ort i Mexiko.   Den ligger i kommunen Tlacolulan och delstaten Veracruz, i den sydöstra delen av landet, 220 km öster om huvudstaden Mexico City. San José ligger 2 024 meter över havet och antalet invånare är 267.
Terrängen runt San José är bergig, och sluttar österut. Runt San José är det ganska tätbefolkat, med 172 invånare per kvadratkilometer. Närmaste större samhälle är Xalapa, 15,7 km sydost om San José. Omgivningarna runt San José är en mosaik av jordbruksmark och naturlig växtlighet.